# Blastophaga psenes
Guêpe du figuier
Espèce
La Guêpe du figuier (Blastophaga psenes) est un insecte hyménoptère de la famille des Agonidés, qui assure la pollinisation du Figuier commun (il s'agit d'une association mutualiste exclusive). C'est la seule espèce du genre Blastophaga (blastophages) présente en Europe. 
Cet insecte parasite les fleurs femelles du figuier à l’intérieur de la figue, dont elle est le pollinisateur exclusif. Après avoir été fécondées par les mâles, les femelles blastophage vont pondre dans l’ovaire de la fleur du figuier. Mais elles ne peuvent le faire que dans les fleurs à style court.
Les femelles du blastophage sont ailées alors que les mâles sont aptères.

## Répartition
Comme B. psenes dépend de Ficus carica pour se reproduire, on le trouve dans les régions où pousse cette espèce de figuier. L'aire de répartition indigène de ces guêpes se situe en Europe du Sud autour du bassin méditerranéen. B. psenes a été introduit dans d'autres régions pour assurer la pollinisation des figuiers mais il a besoin de températures chaudes pour survivre.

## Cycle de la reproduction en association avec le figuier
Le cycle complet est le suivant. Au cours d’une année, le figuier sauvage méditerranéen, Ficus carica, ou caprifiguier produit trois sortes de figues : les profichi, les fichi et les mammes. 
Les profichi, qui se développent au printemps, et sont immangeables, produisent des fleurs mâles, autour de l'entrée de la figue, et des fleurs femelles avec un style court. La femelle blastophage, fécondée et ailée, va pondre dans les fleurs femelles, ce que le style court permet, et y meurt. Les larves mâles et femelles se développent dans la profichi, y deviennent adultes et s'y fécondent. Les mâles aptères restent dans la profichi. Les femelles fécondées en sortent et, au passage de la sortie, se couvrent du pollen des fleurs mâles maintenant mûres. 
Elles cherchent ensuite à entrer dans les fichi, figues d’été, qui possèdent uniquement des fleurs femelles, et cette fois à style long, ce qui empêche le blastophage d'accéder à l'ovaire pour y pondre : elles seront fécondées par le pollen apporté par la femelle blastophage en provenance du profichi où elle est née. Elle cherchera en vain à les parasiter, sans parvenir à pondre, et y mourra. La fichi, fécondée par le pollen, mûrira, va grossir, ramollir et se charger en sucre : elle devient comestible. 
Les figues d’automne, les mammes ou figues-mères, incomestibles, possèdent des fleurs à style court et permettront donc à nouveau un parasitisme par l’insecte : les femelles y pondent, et les mammes offrent un abri pour l'hiver aux larves qui s'y développent. Une nouvelle génération de blastophage sera disponible au printemps de l’année suivante. Les femelles ailées sortiront, partiront à la recherche des profichi, et le cycle recommence. 
Dans cette association, la plante offre abri hivernal et nourriture à l'insecte et ses larves, et l'insecte permet la pollinisation de la plante. Le figuier "sacrifie" deux générations de fleurs pour la reproduction de son insecte pollinisateur, et le trompe avec la seconde génération de fleurs qui permet sa propre reproduction sexuée. 
Cette relation obligatoire lie les destins des deux espèces. Les figuiers plantés dans des régions sans blastophages restent donc stériles.